# Psylla floccosa
Psylla floccosa är en insektsart som beskrevs av Patch 1909. Psylla floccosa ingår i släktet Psylla och familjen rundbladloppor. Inga underarter finns listade i Catalogue of Life.